# Victor Stasiuk
Victor John Stasiuk (né le 23 mai 1929 à Lethbridge (province de l'Alberta, Canada) et mort le 7 mai 2023 dans la même ville) est un joueur professionnel canadien de hockey sur glace qui évoluait au poste d'ailier gauche. Il est ensuite devenu entraîneur.

## Biographie
Victor Stasiuk joue en junior dans sa ville natale de Lethbridge, en Alberta, avant de signer avec les Black Hawks de Chicago. Entre 1948 et 1950, il joue l'essentiel de ses matchs avec Kansas City, club-école des Black Hawks avant la saison 1950-1951, où il est échangé aux Red Wings de Détroit en compagnie de Bert Olmstead contre Steve Black et Lee Fogolin le 2 décembre 1950. Il termine la saison avec Détroit mais lors des quatre saisons suivantes, il partage son temps entre les Red Wings et leur club-école, tout d'abord les Capitals d'Indianapolis, puis les Flyers de Philadelphie, mais remporte la Coupe Stanley à trois reprises avec Détroit, en 1952, 1954 et 1955.
Le 3 juin 1955, il fait partie d'un échange comprenant 9 joueurs : Stasiuk, Terry Sawchuk, Marcel Bonin et Lorne Davis rejoignent les Bruins de Boston alors qu'Ed Sandford, Real Chevrefils, Norm Corcoran, Gilles Boisvert et Warren Godfrey arrivent à Détroit. À Boston, Stasiuk est associé à Johnny Bucyk et Bronco Horvath sur une ligne qui est alors surnommée la Uke line, en référence à l'origine Ukrainienne des 3 joueurs. Au cours de la saison 1957-1958, cette ligne marque 174 points ; les 3 coéquipiers inscrivent tous plus de 20 buts, une première pour une ligne dans la LNH.
Après une saison 1959-1960 où il établit un record personnel de 68 points, il est échangé aux Red Wings de Détroit en compagnie de Leo Labine contre Gary Aldcorn, Murray Oliver et Tom McCarthy le 23 janvier 1961. Il joue ses derniers matchs dans la LNH à Détroit, puis rejoint la Ligue américaine de hockey avec les Hornets de Pittsburgh et termine sa carrière avec une dernière saison dans la Ligue centrale de hockey professionnel au sein des Wings de Memphis.
Il embrasse ensuite une carrière d'entraîneur, tout d'abord avec les deux derniers clubs de sa carrière de joueur puis il effectue une saison dans l'Eastern Hockey League où il mène les Devils de Jersey en finale des séries éliminatoires en 1967. Avec les As de Québec, il retrouve ensuite la LAH où il parvient à qualifier son équipe en finale de la Coupe Calder deux saisons consécutives, en 1968, gagnant le premier trophée Louis-A.-R.-Pieri de l'histoire de la LAH remis au meilleur entraîneur de la saison, et 1969 sans toutefois réussir à la remporter. Le poste d'entraîneur-chef des Flyers de Philadelphie dans la LNH lui est alors offert en 1969 afin de remplacer Keith Allen qui devient directeur général de l'équipe. Sa première saison à la tête des Flyers se solde par une absence des séries éliminatoires, Philadelphie échouant à 1 seul point de la qualification. La saison suivante, il parvient à qualifier son équipe pour les séries mais elle ne remporte aucun match en étant éliminée en 4 manches par les Black Hawks de Chicago. Il est alors renvoyé par l'équipe qui lui offre cependant un poste de dépisteur au sein de l'organisation. Il n'accepte pas le poste puis entraîne successivement les Golden Seals de la Californie, desquels il est renvoyé à la suite d'un conflit avec le directeur général, puis les Canucks de Vancouver, mais ne se qualifie jamais pour les séries. Il rejoint ensuite les Spurs de Denver dans la Western Hockey League avant de se tourner vers des équipes de ligues junior jusqu'en 1979 où il prend sa retraite.

## Statistiques

### Joueur
| Saison    | Équipe                    | Ligue |    | Saison régulière | Saison régulière | Saison régulière | Saison régulière | Saison régulière |   | Séries éliminatoires | Séries éliminatoires | Séries éliminatoires | Séries éliminatoires | Séries éliminatoires |
| Saison    | Équipe                    | Ligue | PJ | B                | A                | Pts              | Pun              | PJ               | B | A                    | Pts                  | Pun                  |                      |                      |
| 1946-1947 | Native Sons de Lethbridge | LHJA  | 9  | 0                | 6                | 6                | 11               | 1                | 1 | 1                    | 2                    | 0                    |                      |                      |
| 1948-1949 | Pla-Mors de Kansas City   | USHL  | 66 | 7                | 13               | 20               | 56               | -                | - | -                    | -                    | -                    |                      |                      |
| 1949-1950 | Mohawks de Kansas City    | USHL  | 39 | 10               | 13               | 23               | 27               | -                | - | -                    | -                    | -                    |                      |                      |
| 1949-1950 | Black Hawks de Chicago    | LNH   | 17 | 1                | 1                | 2                | 2                | -                | - | -                    | -                    | -                    |                      |                      |
| 1950-1951 | Black Hawks de Chicago    | LNH   | 20 | 5                | 3                | 8                | 6                | -                | - | -                    | -                    | -                    |                      |                      |
| 1950-1951 | Red Wings de Détroit      | LNH   | 50 | 3                | 10               | 13               | 12               | -                | - | -                    | -                    | -                    |                      |                      |
| 1951-1952 | Capitals d'Indianapolis   | LAH   | 8  | 7                | 1                | 8                | 6                | -                | - | -                    | -                    | -                    |                      |                      |
| 1951-1952 | Red Wings de Détroit      | LNH   | 58 | 5                | 9                | 14               | 19               | 7                | 0 | 2                    | 2                    | 0                    |                      |                      |
| 1952-1953 | Flyers d'Edmonton         | WHL   | 48 | 37               | 43               | 80               | 71               | -                | - | -                    | -                    | -                    |                      |                      |
| 1952-1953 | Red Wings de Détroit      | LNH   | 3  | 0                | 0                | 0                | 0                | -                | - | -                    | -                    | -                    |                      |                      |
| 1953-1954 | Flyers d'Edmonton         | WHL   | 21 | 6                | 12               | 18               | 37               | 13               | 2 | 6                    | 8                    | 23                   |                      |                      |
| 1953-1954 | Red Wings de Détroit      | LNH   | 42 | 5                | 2                | 7                | 4                | -                | - | -                    | -                    | -                    |                      |                      |
| 1954-1955 | Flyers d'Edmonton         | WHL   | 11 | 7                | 6                | 13               | 32               | -                | - | -                    | -                    | -                    |                      |                      |
| 1954-1955 | Red Wings de Détroit      | LNH   | 59 | 8                | 11               | 19               | 67               | 11               | 5 | 3                    | 8                    | 6                    |                      |                      |
| 1955-1956 | Bruins de Boston          | LNH   | 59 | 19               | 18               | 37               | 118              | -                | - | -                    | -                    | -                    |                      |                      |
| 1956-1957 | Bruins de Boston          | LNH   | 64 | 24               | 16               | 40               | 69               | 10               | 2 | 1                    | 3                    | 2                    |                      |                      |
| 1957-1958 | Bruins de Boston          | LNH   | 70 | 21               | 35               | 56               | 55               | 12               | 0 | 5                    | 5                    | 13                   |                      |                      |
| 1958-1959 | Bruins de Boston          | LNH   | 70 | 27               | 33               | 60               | 63               | 7                | 4 | 2                    | 6                    | 11                   |                      |                      |
| 1959-1960 | Bruins de Boston          | LNH   | 69 | 29               | 39               | 68               | 121              | -                | - | -                    | -                    | -                    |                      |                      |
| 1960-1961 | Bruins de Boston          | LNH   | 46 | 5                | 25               | 30               | 35               | -                | - | -                    | -                    | -                    |                      |                      |
| 1960-1961 | Red Wings de Détroit      | LNH   | 23 | 10               | 13               | 23               | 16               | 11               | 2 | 5                    | 7                    | 4                    |                      |                      |
| 1961-1962 | Red Wings de Détroit      | LNH   | 59 | 15               | 28               | 43               | 45               | -                | - | -                    | -                    | -                    |                      |                      |
| 1962-1963 | Hornets de Pittsburgh     | LAH   | 22 | 9                | 20               | 29               | 24               | -                | - | -                    | -                    | -                    |                      |                      |
| 1962-1963 | Red Wings de Détroit      | LNH   | 36 | 6                | 11               | 17               | 37               | 11               | 3 | 0                    | 3                    | 4                    |                      |                      |
| 1963-1964 | Hornets de Pittsburgh     | LAH   | 42 | 10               | 10               | 20               | 32               | 5                | 0 | 0                    | 0                    | 4                    |                      |                      |
| 1964-1965 | Hornets de Pittsburgh     | LAH   | 63 | 14               | 21               | 35               | 58               | 3                | 0 | 0                    | 0                    | 0                    |                      |                      |
| 1965-1966 | Wings de Memphis          | CPHL  | 25 | 9                | 3                | 12               | 14               | -                | - | -                    | -                    | -                    |                      |                      |

### Entraîneur
| Saison    | Équipe                        | Ligue |    | PJ | V  | D  | N    | % V                  |  | Séries éliminatoires |
| 1963-1964 | Hornets de Pittsburgh         | LAH   | 72 | 40 | 29 | 3  | 57,6 | Éliminés au 1er tour |  |                      |
| 1964-1965 | Hornets de Pittsburgh         | LAH   | 72 | 29 | 36 | 7  | 45,1 | Éliminés au 1er tour |  |                      |
| 1965-1966 | Wings de Memphis              | CPHL  | 70 | 25 | 33 | 12 | 44,3 | Non qualifiés        |  |                      |
| 1966-1967 | Devils de Jersey              | EHL   | 72 | 39 | 30 | 3  | 56,3 | Finalistes           |  |                      |
| 1967-1968 | As de Québec                  | LAH   | 72 | 33 | 28 | 11 | 53,5 | Finalistes           |  |                      |
| 1968-1969 | As de Québec                  | LAH   | 74 | 26 | 34 | 14 | 44,6 | Finalistes           |  |                      |
| 1969-1970 | Flyers de Philadelphie        | LNH   | 76 | 17 | 35 | 24 | 38,2 | Non qualifiés        |  |                      |
| 1970-1971 | Flyers de Philadelphie        | LNH   | 78 | 28 | 33 | 17 | 46,8 | Éliminés au 1er tour |  |                      |
| 1971-1972 | Golden Seals de la Californie | LNH   |    |    |    |    |      | Non qualifiés        |  |                      |
| 1972-1973 | Canucks de Vancouver          | LNH   | 78 | 22 | 47 | 9  | 34   | Non qualifiés        |  |                      |
| 1973-1974 | Spurs de Denver               | WHL   | 36 | 14 | 22 | 0  | 38,9 | Non qualifiés        |  |                      |
| 1975-1976 | Golden Suns de Taber          | LHJA  | 60 | 29 | 31 | 0  | 48,3 | Finalistes           |  |                      |
| 1976-1977 | Golden Suns de Taber          | LHJA  | 60 | 36 | 23 | 1  | 60,8 |                      |  |                      |
| 1977-1978 | Tigers de Medicine Hat        | WCHL  | 72 | 22 | 41 | 9  | 36,8 | Éliminés au 2e tour  |  |                      |
| 1978-1979 | Tigers de Medicine Hat        | LHOu  | 72 | 15 | 50 | 7  | 25,7 |                      |  |                      |